# 西岳信号場
西岳信号場（にしだけしんごうじょう）は、岩手県一戸町にあった、日本国有鉄道東北本線（現・いわて銀河鉄道線）の信号場である。

## 歴史
- 1943年（昭和18年）10月1日：開業。
- 1965年（昭和40年）12月14日：当信号場 - 小繋が複線化。これに伴い複線始終端型の配線となる。
- 1966年（昭和41年）9月26日：奥中山 - 当信号場の複線化に伴い廃止。

## 構造
いわゆる戦時型信号場で、奥中山駅（現：奥中山高原駅）より4.0 kmの地点に、小繋駅から3.7 kmの地点にあった。単線時代は急勾配で知られる十三本木峠を越えるために、スイッチバック式の信号場となっており、奥中山寄りと小繋寄りに引き上げ線が1本ずつあった。

## 周辺
- 国道4号

## 隣の施設
日本国有鉄道
東北本線
奥中山駅（現：奥中山高原駅） - （西岳信号場） - 小繋駅